# Viercontinentenkampioenschap kunstschaatsen 2007
Het Viercontinentenkampioenschap is een jaarlijks terugkerend evenement in het kunstschaatsen dat georganiseerd wordt door de Internationale Schaatsunie (ISU) voor deelnemers uit landen buiten Europa, namelijk van de vier continenten Afrika, Azië, Amerika en Oceanië.
De editie van 2007 was het negende "4CK" dat werd georganiseerd. Het vond plaats van 7 tot en met 10 februari in Colorado Springs, Colorado, Verenigde Staten. Ook in 2006 werd dit evenement hier gehouden. Het was de derde keer dat dit kampioenschap in de Verenigde Staten plaatsvond, in 2001 was Salt Lake City gaststad voor deze kampioenschappen.
Medailles waren er te verdienen in de traditionele onderdelen: mannen individueel, vrouwen individueel, paarrijden en ijsdansen.

## Deelnemende landen
Alle ISU-leden uit Afrika, Amerika, Azië en Oceanië hadden het recht om maximaal drie startplaatsen per discipline in te vullen. Deze regel is afwijkend ten opzichte van de overige ISU kampioenschappen, waarbij extra startplaatsen worden "verdiend" door de prestaties van de deelnemers in het voorgaande jaar.
Een recordaantal van veertien landen schreef dit jaar deelnemers in voor dit toernooi. Zij vulden dit jaar 68 startplaatsen in, het laagste aantal sinds het eerste jaar toen er 59 inschrijvingen waren. Voor het eerst waren Brazilië en India present op dit evenement. De beide debuterende landen in 2006, Filipijnen en Thailand, en Kazachstan vaardigden dit jaar geen deelnemers af. Canada en de Verenigde Staten vulden de maximale mogelijkheid in van twaalf startplaatsen.
(Tussen haakjes het totaal aantal startplaatsen over de vier onderdelen.)
| Canada (12) Verenigde Staten (12) China (9) Japan (7) Australië (6) | Mexico (6) Nieuw-Zeeland (3) Oezbekistan (3) Zuid-Korea (3) Zuid-Afrika (2) | Brazilië (1) Hongkong (1) India (1) Taiwan (1) |

## Medailleverdeling
Bij de mannen werd de Amerikaan Evan Lysacek, na zijn overwinning in 2005, voor de tweede keer kampioen. Het was zijn derde medaille, in 2004 werd hij derde. De kampioen van 2002 en 2004, de Canadees Jeffrey Buttle, werd dit jaar tweede, ook voor hem was het zijn derde medaille. De Amerikaanse debutant Jeremy Abbott nam de derde positie in.
Bij de vrouwen werd debutante Kimmie Meissner de zevende vrouw die kampioene werd en de derde Amerikaanse na Angela Nikodinov (2000) en Katy Taylor (2006). De eveneens Amerikaanse debutante Emily Hughes nam de tweede positie in. De Canadese Joannie Rochette op plaats drie behaalde ook haar eerste medaille.
Het Chinese paar Shen Xue / Zhao Hongbo veroverden, na hun overwinningen in 1999 en 2003, voor de derde keer de titel, het was hun vierde medaille, in 2001 werden ze tweede. Hun landgenoten op plaats twee, Pang Qing / Tong Jian, behaalden hun vijfde medaille. In 2002 en 2005 werden ze kampioen en in 2003 en 2005 ook tweede. Het Amerikaanse kampioenspaar van 2006, Rena Inoue / John Baldwin jr., namen dit jaar de derde positie in.
Het paar Marie-France Dubreuil / Patrice Lauzon werd het vierde paar die de titel bij het ijsdansen behaalden en het tweede Canadese paar na Shae-Lynn Bourne / Victor Kraatz (kampioen in 1999, 2001 en 2002). Het was hun vierde medaille, in 2000 en 2004 werden ze vierde en in 2001 derde. Het Amerikaanse paar en de drievoudige kampioenen (2004, 2005, 2006) Tanith Belbin / Benjamin Agosto werden dit jaar, net als in 2002 en 2003, weer tweede. Het Canadese paar Tessa Virtue / Scott Moir werd net als in 2006 weer derde, het was hun tweede medaille.
| Onderdeel | Goud                                   | Zilver                          | Brons                     |
| --------- | -------------------------------------- | ------------------------------- | ------------------------- |
| Mannen    | Evan Lysacek                           | Jeffrey Buttle                  | Jeremy Abbott             |
| Vrouwen   | Kimmie Meissner                        | Emily Hughes                    | Joannie Rochette          |
| Paren     | Shen Xue / Zhao Hongbo                 | Pang Qing / Tong Jian           | Rena Inoue / John Baldwin |
| IJsdansen | Marie-France Dubreuil / Patrice Lauzon | Tanith Belbin / Benjamin Agosto | Tessa Virtue / Scott Moir |

## Uitslagen
| #      | naam                  | land                      | punten | korte kür | lange kür |
| ------ | --------------------- | ------------------------- | ------ | --------- | --------- |
| Goud   | Evan Lysacek (4)      | Vlag van Verenigde Staten | 226.27 | 4         | 1         |
| Zilver | Jeffrey Buttle (4)    | Vlag van Canada           | 223.96 | 1         | 2         |
| Brons  | Jeremy Abbott         | Vlag van Verenigde Staten | 203.22 | 2         | 4         |
| 4      | Ryan Bradley (2)      | Vlag van Verenigde Staten | 196.29 | 3         | 5         |
| 5      | Christopher Mabee (2) | Vlag van Canada           | 188.41 | 8         | 3         |
| 6      | Wu Jialiang (2)       | Vlag van China            | 184.69 | 6         | 7         |
| 7      | Noriyuki Kanzaki      | Vlag van Japan            | 181.58 | 7         | 8         |
| 8      | Kensuke Nakaniwa (4)  | Vlag van Japan            | 177.03 | 9         | 6         |
| 9      | Emanuel Sandhu (7)    | Vlag van Canada           | 173.67 | 5         | 8         |
| 10     | Xu Ming               | Vlag van China            | 167.71 | 10        | 9         |
| 11     | Yang Zhixue           | Vlag van China            | 154.57 | 12        | 11        |
| 12     | Yasuharu Nanri (2)    | Vlag van Japan            | 153.11 | 11        | 12        |
| 13     | Sean Carlow (4)       | Vlag van Australië        | 127.08 | 13        | 13        |
| 14     | Joel Watson (3)       | Vlag van Nieuw-Zeeland    | 112.04 | 14        | 14        |
| 15     | Tristan Thode (3)     | Vlag van Nieuw-Zeeland    | 106.61 | 15        | 15        |
| 16     | Nicholas Fernandez    | Vlag van Australië        | 103.43 | 16        | 18        |
| 17     | Luis Hernandez (2)    | Vlag van Mexico           | 101.35 | 19        | 16        |
| 18     | Mathieu Wilson        | Vlag van Nieuw-Zeeland    | 94.59  | 21        | 17        |
| 19     | Justin Pietersen (4)  | Vlag van Zuid-Afrika      | 94.12  | 18        | 20        |
| 20     | Dean Timmins          | Vlag van Australië        | 93.74  | 17        | 21        |
| 21     | Adrian Alvarado (4)   | Vlag van Mexico           | 91.26  | 17        | 21        |

| #                | naam                        | land                      | punten | korte kür | lange kür |
| ---------------- | --------------------------- | ------------------------- | ------ | --------- | --------- |
| Goud             | Kimmie Meissner             | Vlag van Verenigde Staten | 172.75 | 6         | 1         |
| Zilver           | Emily Hughes                | Vlag van Verenigde Staten | 166.60 | 2         | 2         |
| Brons            | Joannie Rochette (4)        | Vlag van Canada           | 165.90 | 1         | 3         |
| 4                | Aki Sawada                  | Vlag van Japan            | 156.88 | 3         | 5         |
| 5                | Alissa Czisny               | Vlag van Verenigde Staten | 154.03 | 4         | 6         |
| 6                | Yoshie Onda (6)             | Vlag van Japan            | 152.61 | 7         | 4         |
| 7                | Lesley Hawker (3)           | Vlag van Canada           | 138.23 | 16        | 7         |
| 8                | Xu Binshu                   | Vlag van China            | 133.09 | 10        | 8         |
| 9                | Liu Yan (5)                 | Vlag van China            | 126.69 | 5         | 10        |
| 10               | Fang Dan (7)                | Vlag van China            | 125.20 | 8         | 13        |
| 11               | Shin Yea-ji (5)             | Vlag van Zuid-Korea       | 123.44 | 14        | 9         |
| 12               | Anastasia Gimazetdinova (6) | Vlag van Oezbekistan      | 123.39 | 11        | 12        |
| 13               | Kim Na-young                | Vlag van Zuid-Korea       | 122.28 | 13        | 10        |
| 14               | Kim Chae-hwa (3)            | Vlag van Zuid-Korea       | 121.11 | 9         | 14        |
| 15               | Cynthia Phaneuf (2)         | Vlag van Canada           | 120.01 | 15        | 11        |
| 16               | Joanne Carter (8)           | Vlag van Australië        | 108.40 | 18        | 16        |
| 17               | Ana Cecilia Cantu (4)       | Vlag van Mexico           | 100.64 | 17        | 20        |
| 18               | Emily Naphtal (2)           | Vlag van Mexico           | 96.26  | 21        | 17        |
| 19               | Jocelyn Ho                  | Vlag van Taiwan           | 95.56  | 20        | 19        |
| 20               | Ami Parekh                  | Vlag van India            | 94.56  | 22        | 18        |
| 21               | Phoebe Di Tommaso           | Vlag van Australië        | 92.92  | 19        | 22        |
| 22               | Michelle Cantu (4)          | Vlag van Mexico           | 90.63  | 23        | 21        |
| 23               | Abigail Pietersen (3)       | Vlag van Zuid-Afrika      | 74.30  | 24        | 23        |
| -                | Fumie Suguri (6)            | Vlag van Japan            |        | 12        | tzt *     |
| Alleen korte kür |                             |                           |        |           |           |
| 25               | Kristine Y. Lee             | Vlag van Hongkong         |        | 25        |           |
| 26               | Stephanie Gardner           | Vlag van Brazilië         |        | 26        |           |

| #      | naam                                    | land                      | punten | korte kür | lange kür |
| ------ | --------------------------------------- | ------------------------- | ------ | --------- | --------- |
| Goud   | Shen Xue (4) Zhao Hongbo (4)            | Vlag van China            | 203.05 | 1         | 1         |
| Zilver | Pang Qing (8) Tong Jian (8)             | Vlag van China            | 185.33 | 2         | 2         |
| Brons  | Rena Inoue (5) John Baldwin jr. (5)     | Vlag van Verenigde Staten | 175.48 | 3         | 3         |
| 4      | Valerie Marcoux (3) Craig Buntin (2)    | Vlag van Canada           | 162.79 | 4         | 5         |
| 5      | Brooke Castile (2) Benjamin Okolski (2) | Vlag van Verenigde Staten | 160.04 | 7         | 4         |
| 6      | Naomi Nari Nam Themistocles Leftheris   | Vlag van Verenigde Staten | 153.39 | 6         | 6         |
| 7      | Anabelle Langlois (6) Cody Hay (2)      | Vlag van Canada           | 152.26 | 5         | 7         |
| 8      | Marina Aganina (6) Artem Knyazev (8)    | Vlag van Oezbekistan      | 101.41 | 9         | 8         |
| -      | Jessica Dubé Bryce Davison              | Vlag van Canada           | 53.39  | 8         | tzt *     |

| #      | naam                                         | land                      | punten | verpl. kür | org. kür | vrije kür |
| ------ | -------------------------------------------- | ------------------------- | ------ | ---------- | -------- | --------- |
| Goud   | Marie-France Dubreuil (5) Patrice Lauzon (5) | Vlag van Canada           | 198.59 | 1          | 2        | 1         |
| Zilver | Tanith Belbin (6) Benjamin Agosto (6)        | Vlag van Verenigde Staten | 196.98 | 2          | 1        | 2         |
| Brons  | Tessa Virtue (2) Scott Moir (2)              | Vlag van Canada           | 184.89 | 4          | 3        | 3         |
| 4      | Meryl Davis Charlie White                    | Vlag van Verenigde Staten | 179.69 | 3          | 4        | 4         |
| 5      | Kim Navarro Brent Bommentre                  | Vlag van Verenigde Staten | 157.82 | 6          | 5        | 5         |
| 6      | Lauren Senft (2) Leif Gislason (2)           | Vlag van Canada           | 149.39 | 5          | 6        | 7         |
| 7      | Cathy Reed Chris Reed                        | Vlag van Japan            | 144.17 | 7          | 9        | 6         |
| 8      | Huang Xintong (2) Zheng Xun (2)              | Vlag van China            | 137.07 | 8          | 7        | 8         |
| 9      | Yu Xiaoyang (5) Wang Chen (5)                | Vlag van China            | 131.28 | 10         | 8        | 9         |
| 10     | Olga Akimova (7) Alexander Shakalov (3)      | Vlag van Oezbekistan      | 126.71 | 9          | 10       | 10        |
| 11     | Laura Munana (3) Luke Munana (3)             | Vlag van Mexico           | 115.46 | 11         | 11       | 11        |
| 12     | Maria Borounov (2) Evgeni Borounov (2)       | Vlag van Australië        | 83.52  | 12         | 12       | 12        |

1999 · 
2000 · 
2001 · 
2002 · 
2003 · 
2004 · 
2005 · 
2006 ·
2007 ·
2008 ·
2009 ·
2010 ·
2011 ·
2012 ·
2013 ·
2014 ·
2015 ·
2016 ·
2017 ·
2018 ·
2019 ·
2020 ·
2021 ·
2022
EK kunstschaatsen ·
WK kunstschaatsen ·
WK kunstschaatsen junioren ·
Olympische Spelen